# 再回首
《再回首》是台灣歌手李翊君發行的第四張音樂專輯，主打歌曲之一《再回首》與同時間的發片男歌手姜育恆主打同一首歌曲；創下國語歌壇繼鳳飛飛與鄧麗君的《奔向彩虹》之後，兩位歌手同時主打同一首歌的紀錄。《再回首》歌曲原唱是蘇芮，而最初版本是她自己的粵語歌曲憑着愛。

## 曲目
1. 愛我離開我
2. 再回首
3. 你已不是你
4. 承諾不該說了就忘
5. 布娃娃的心事
6. 聽誰說
7. 來看我
8. 別說再見
9. 傾聽這城市的聲音
10. 反正我已經習慣
11. 古老的秘密
12. 好不好我的愛